# Sebastian Klinga
Sebastian Klinga (* 26. April 1992 in Lahti) ist ein ehemaliger finnischer Skispringer.

## Werdegang
Klinga, der mit sechs Jahren mit dem Skispringen begann und für den Lahden Hiihtoseura startet, gab sein internationales Debüt im Dezember 2009 im FIS-Cup. Im September 2010 erreichte er als Sechster in Falun erstmals ein Top-10-Resultat. Im Dezember gab Klinga in Rovaniemi sein Debüt im Skisprung-Continental-Cup. Mit zwei Plätzen auf hinteren Rängen blieb er dabei jedoch ohne Erfolg. Nach zwei guten Top-20-Platzierungen im FIS-Cup kam der Finne schließlich im September 2011 erneut in den B-Kader im Continental Cup. Jedoch konnte er weder in Trondheim noch im November in Rovaniemi Continental-Cup-Punkte gewinnen.
Bei den Nordischen Junioren-Skiweltmeisterschaften 2012 im türkischen Erzurum sprang Klinga auf Rang 27 im Einzel. Mit der Mannschaft erreichte er den siebenten Rang im Teamspringen. Nach eher schwachen Ergebnissen in der Folge im Continental Cup sprang er in Kuopio im August 2013 erstmals in die Punkteränge. Zudem erreichte er als 14. im zweiten Springen seine erste Top-20-Platzierung.
Im November 2013 startete er in Kuusamo erstmals bei einer Qualifikation im Skisprung-Weltcup. Nachdem er als 28. die Qualifikation schaffte, verpasste er im Wettkampf als 47. erste Weltcup-Punkte deutlich. Daraufhin verblieb er auch weiter im B-Kader. Obwohl Klinga auch im Verlauf der Continental-Cup-Saison 2013/14 keine konstante Leistung bringen konnte, reiste er mit der Weltcup-Mannschaft im Januar nach Sapporo. Nachdem ihm erneut die Qualifikation gelungen war, beendete er das Springen auf dem 57. Platz. Auch in Lahti blieb er als 49. ohne Punkte. Nachdem er bei der Skiflug-Weltmeisterschaft 2014 in Harrachov und beim Weltcup-Einzelspringen in Planica die Qualifikation teils knapp verpasst hatte, erreichte Klinge gemeinsam mit Lauri Asikainen, Ville Larinto und Anssi Koivuranta den neunten Rang im Teamspringen. Bei der Skiflug-Weltmeisterschaft 2016 in Bad Mitterndorf belegte er den siebten Rang mit dem Team.

## Statistik

### Continental-Cup-Platzierungen
| Saison  | Platz | Punkte |
| ------- | ----- | ------ |
| 2013/14 | 079.  | 78     |
| 2014/15 | 104.  | 47     |